# Yaho
Yaho è un dipartimento del Burkina Faso classificato come comune, situato nella Provincia di Balé, facente parte della Regione di Boucle du Mouhoun.

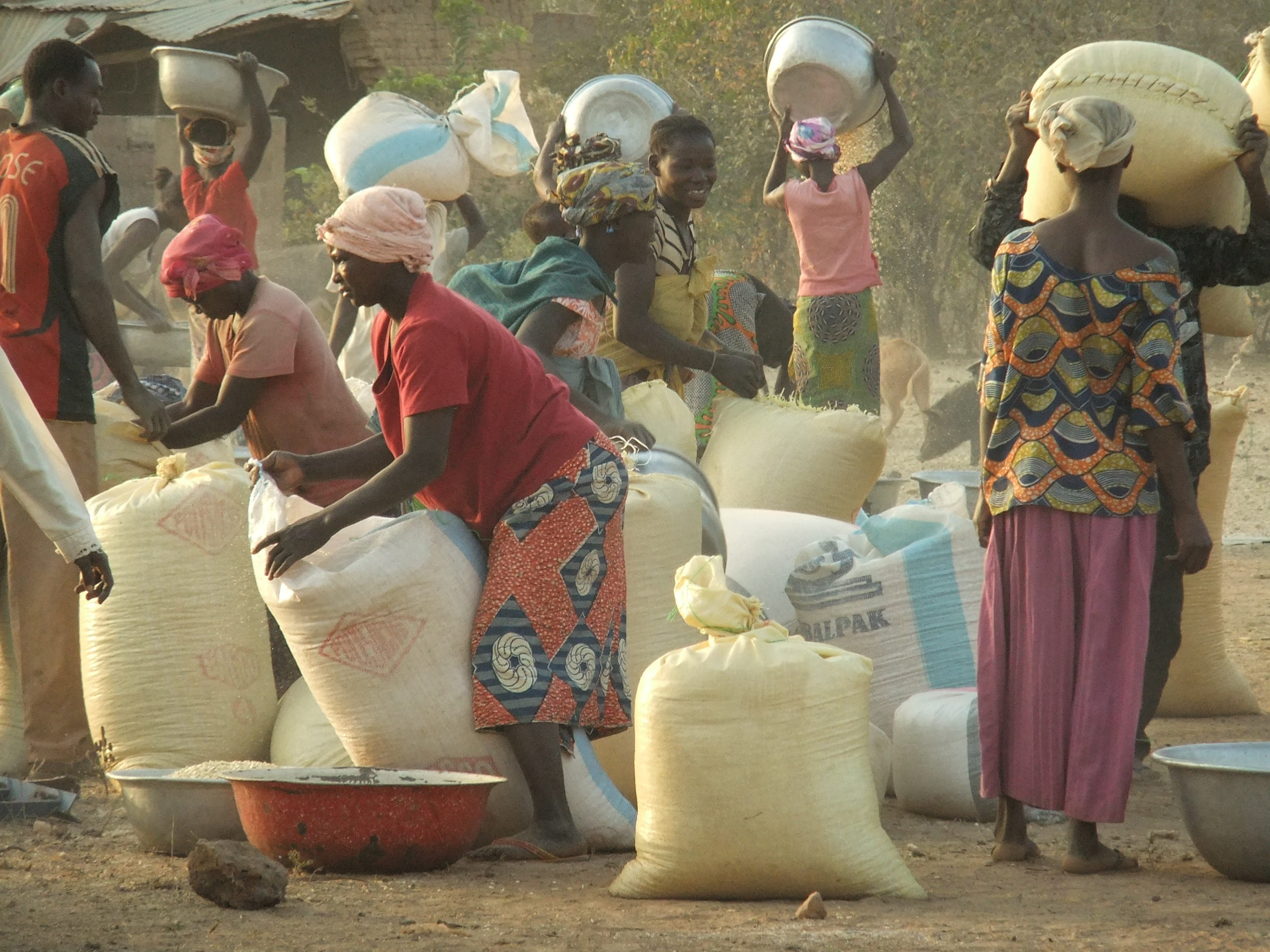
Produzione agricola in Mamou

Il dipartimento si compone del capoluogo e di altri 9 villaggi: Bondo, Fobiri, Grand-balé, Kongoba, Madou, Mamou, Maoula, Mina e Mouni.